# Wilbarger County
Das Wilbarger County ist ein County im Bundesstaat Texas der Vereinigten Staaten. Das U.S. Census Bureau hat bei der Volkszählung 2020 eine Einwohnerzahl von 12.887 ermittelt. Der Verwaltungssitz (County Seat) ist Vernon.

## Geographie
Das County liegt im Norden von Texas, grenzt ebenfalls im Norden an Oklahoma und hat eine Fläche von 2533 Quadratkilometern, wovon 18 Quadratkilometer Wasserfläche sind. Es grenzt im Uhrzeigersinn an folgende Countys: Jackson County und Tillman County, beide in Oklahoma, Wichita County, Baylor County und Foard County.

## Geschichte
Wilbarger County wurde 1858 aus Teilen des Bexar County gebildet. Benannt wurde es nach Josia und Mathias Wilbarger, zwei Brüder und frühe Siedler in diesem Gebiet.

## Demografische Daten

Alterspyramide des Wilbarger County

Nach der Volkszählung im Jahr 2000 lebten im Wilbarger County 14.676 Menschen in 5.537 Haushalten und 3.748 Familien. Die Bevölkerungsdichte betrug 6 Einwohner pro Quadratkilometer. Ethnisch betrachtet setzte sich die Bevölkerung zusammen aus 78,17 Prozent Weißen, 8,86 Prozent Afroamerikanern, 0,66 Prozent amerikanischen Ureinwohnern, 0,63 Prozent Asiaten, 0,03 Prozent Bewohnern aus dem pazifischen Inselraum und 9,73 Prozent aus anderen ethnischen Gruppen; 1,91 Prozent stammten von zwei oder mehr Ethnien ab. 20,54 Prozent der Einwohner waren spanischer oder lateinamerikanischer Abstammung.
Von den 5.537 Haushalten hatten 32,2 Prozent Kinder oder Jugendliche, die mit ihnen zusammen lebten. 53,1 Prozent waren verheiratete, zusammenlebende Paare 10,8 Prozent waren allein erziehende Mütter und 32,3 Prozent waren keine Familien. 29,0 Prozent waren Singlehaushalte und in 14,9 Prozent lebten Menschen im Alter von 65 Jahren oder darüber. Die durchschnittliche Haushaltsgröße betrug 2,48 und die durchschnittliche Familiengröße betrug 3,07 Personen.
27,9 Prozent der Bevölkerung war unter 18 Jahre alt, 9,5 Prozent zwischen 18 und 24, 24,8 Prozent zwischen 25 und 44, 21,6 Prozent zwischen 45 und 64 und 16,2 Prozent waren 65 Jahre alt oder älter. Das Durchschnittsalter betrug 36 Jahre. Auf 100 weibliche Personen kamen 98 männliche Personen und auf 100 Frauen im Alter von 18 Jahren oder darüber kamen 91,7 Männer.
Das jährliche Durchschnittseinkommen eines Haushalts betrug 29.500 USD, das Durchschnittseinkommen einer Familie betrug 38.685 USD. Männer hatten ein Durchschnittseinkommen von 26.001 USD, Frauen 19.620 USD. Das Prokopfeinkommen betrug 16.520. 13,1 Prozent der Einwohner 9,0 Prozent der Familien lebten unterhalb der Armutsgrenze.

## Städte und Gemeinden
- Harrold
- Odell
- Oklaunion
- Vernon